# Gran Premio de España de Motociclismo de 2016
El Gran Premio de España de Motociclismo de 2016 fue la cuarta prueba del Campeonato del Mundo de Motociclismo de 2016. Tuvo lugar en el fin de semana del 22 al 24 de abril de 2016 en el Circuito Permanente de Jerez, situado en la ciudad andaluza de Jerez de la Frontera, España. La carrera de MotoGP fue ganada por Valentino Rossi, seguido de Jorge Lorenzo y Marc Márquez. Sam Lowes fue el ganador de la prueba de Moto2, por delante de Jonas Folger y Álex Rins. La carrera de Moto3 fue ganada por Brad Binder, Nicolò Bulega fue segundo y Francesco Bagnaia tercero.

## Resultados

### Resultados MotoGP
| Pos.    | N.º | Piloto           | Constructor | Vueltas | Tiempo               | Parrilla | Puntos |
| ------- | --- | ---------------- | ----------- | ------- | -------------------- | -------- | ------ |
| 1       | 46  | Valentino Rossi  | Yamaha      | 27      | 45:28.834            | 1        | 25     |
| 2       | 99  | Jorge Lorenzo    | Yamaha      | 27      | +2.386               | 2        | 20     |
| 3       | 93  | Marc Márquez     | Honda       | 27      | +7.087               | 3        | 16     |
| 4       | 26  | Dani Pedrosa     | Honda       | 27      | +10.351              | 7        | 13     |
| 5       | 41  | Aleix Espargaró  | Suzuki      | 27      | +14.143              | 6        | 11     |
| 6       | 25  | Maverick Viñales | Suzuki      | 27      | +16.772              | 5        | 10     |
| 7       | 29  | Andrea Iannone   | Ducati      | 27      | +26.277              | 11       | 9      |
| 8       | 44  | Pol Espargaró    | Yamaha      | 27      | +30.750              | 8        | 8      |
| 9       | 50  | Eugene Laverty   | Ducati      | 27      | +32.325              | 15       | 7      |
| 10      | 8   | Héctor Barberá   | Ducati      | 27      | +32.624              | 9        | 6      |
| 11      | 35  | Cal Crutchlow    | Honda       | 27      | +38.497              | 10       | 5      |
| 12      | 38  | Bradley Smith    | Yamaha      | 27      | +39.669              | 14       | 4      |
| 13      | 76  | Loris Baz        | Ducati      | 27      | +45.227              | 12       | 3      |
| 14      | 6   | Stefan Bradl     | Aprilia     | 27      | +47.886              | 18       | 2      |
| 15      | 68  | Yonny Hernández  | Ducati      | 27      | +47.988              | 16       | 1      |
| 16      | 51  | Michele Pirro    | Ducati      | 27      | +49.414              | 20       |        |
| 17      | 43  | Jack Miller      | Honda       | 27      | +49.513              | 19       |        |
| 18      | 53  | Esteve Rabat     | Honda       | 27      | +53.334              | 21       |        |
| 19      | 45  | Scott Redding    | Ducati      | 27      | +1:05.555            | 17       |        |
| Ret     | 4   | Andrea Dovizioso | Ducati      | 9       | Averia bomba de agua | 4        |        |
| Ret     | 19  | Álvaro Bautista  | Aprilia     | 5       | Caída                | 13       |        |
| Fuente: |     |                  |             |         |                      |          |        |

### Resultados Moto2
| Pos.    | N.º | Piloto              | Constructor | Vueltas | Tiempo       | Parrilla | Puntos |
| ------- | --- | ------------------- | ----------- | ------- | ------------ | -------- | ------ |
| 1       | 22  | Sam Lowes           | Kalex       | 26      | 44:58.624    | 1        | 25     |
| 2       | 94  | Jonas Folger        | Kalex       | 26      | +2.480       | 2        | 20     |
| 3       | 40  | Álex Rins           | Kalex       | 26      | +8.113       | 7        | 16     |
| 4       | 21  | Franco Morbidelli   | Kalex       | 26      | +10.659      | 4        | 13     |
| 5       | 5   | Johann Zarco        | Kalex       | 26      | +14.594      | 15       | 11     |
| 6       | 12  | Thomas Lüthi        | Kalex       | 26      | +16.019      | 5        | 10     |
| 7       | 30  | Takaaki Nakagami    | Kalex       | 26      | +16.352      | 12       | 9      |
| 8       | 77  | Dominique Aegerter  | Kalex       | 26      | +18.433      | 18       | 8      |
| 9       | 39  | Luis Salom          | Kalex       | 26      | +21.502      | 10       | 7      |
| 10      | 19  | Xavier Siméon       | Speed Up    | 26      | +31.300      | 19       | 6      |
| 11      | 55  | Hafizh Syahrin      | Kalex       | 26      | +35.980      | 22       | 5      |
| 12      | 54  | Mattia Pasini       | Kalex       | 26      | +37.348      | 25       | 4      |
| 13      | 32  | Isaac Viñales       | Tech 3      | 26      | +37.454      | 23       | 3      |
| 14      | 2   | Jesko Raffin        | Kalex       | 26      | +48.923      | 24       | 2      |
| 15      | 70  | Robin Mulhauser     | Kalex       | 26      | +55.832      | 27       | 1      |
| 16      | 10  | Luca Marini         | Kalex       | 26      | +1:01.795    | 11       |        |
| 17      | 7   | Lorenzo Baldassarri | Kalex       | 26      | +1:09.465    | 6        |        |
| 18      | 42  | Federico Fuligni    | Kalex       | 26      | +1:10.201    | 28       |        |
| 19      | 33  | Alessandro Tonucci  | Kalex       | 26      | +1:10.642    | 26       |        |
| Ret     | 44  | Miguel Oliveira     | Kalex       | 20      | Caída        | 14       |        |
| Ret     | 23  | Marcel Schrötter    | Kalex       | 11      | Caída        | 13       |        |
| Ret     | 52  | Danny Kent          | Kalex       | 5       | Caída        | 16       |        |
| Ret     | 49  | Axel Pons           | Kalex       | 5       | Retirado     | 17       |        |
| Ret     | 11  | Sandro Cortese      | Kalex       | 4       | Caída        | 3        |        |
| Ret     | 73  | Álex Márquez        | Kalex       | 2       | Caída        | 9        |        |
| Ret     | 24  | Simone Corsi        | Speed Up    | 1       | Caída        | 8        |        |
| Ret     | 14  | Ratthapark Wilairot | Kalex       | 0       | Caída        | 20       |        |
| Ret     | 97  | Xavi Vierge         | Tech 3      | 0       | Caída        | 21       |        |
| DNS     | 60  | Julián Simón        | Speed Up    |         | No participó |          |        |
| DNS     | 57  | Edgar Pons          | Kalex       |         | No participó |          |        |
| Fuente: |     |                     |             |         |              |          |        |

### Resultados Moto3
| Pos.    | N.º | Piloto                 | Constructor | Vueltas | Tiempo       | Parrilla | Puntos |
| ------- | --- | ---------------------- | ----------- | ------- | ------------ | -------- | ------ |
| 1       | 41  | Brad Binder            | KTM         | 23      | 41:29.882    | 35       | 25     |
| 2       | 8   | Nicolò Bulega          | KTM         | 23      | +3.336       | 1        | 20     |
| 3       | 21  | Francesco Bagnaia      | Mahindra    | 23      | +3.441       | 3        | 16     |
| 4       | 9   | Jorge Navarro          | Honda       | 23      | +3.513       | 2        | 13     |
| 5       | 84  | Jakub Kornfeil         | Honda       | 23      | +13.728      | 9        | 11     |
| 6       | 36  | Joan Mir               | KTM         | 23      | +13.933      | 6        | 10     |
| 7       | 5   | Romano Fenati          | KTM         | 23      | +13.993      | 8        | 9      |
| 8       | 33  | Enea Bastianini        | Honda       | 23      | +14.052      | 5        | 8      |
| 9       | 95  | Jules Danilo           | Honda       | 23      | +14.409      | 14       | 7      |
| 10      | 65  | Philipp Öttl           | KTM         | 23      | +14.588      | 12       | 6      |
| 11      | 16  | Andrea Migno           | KTM         | 23      | +14.874      | 16       | 5      |
| 12      | 58  | Juan Francisco Guevara | KTM         | 23      | +30.317      | 7        | 4      |
| 13      | 19  | Gabriel Rodrigo        | KTM         | 23      | +30.668      | 22       | 3      |
| 14      | 89  | Khairul Idham Pawi     | Honda       | 23      | +35.746      | 23       | 2      |
| 15      | 24  | Tatsuki Suzuki         | Mahindra    | 23      | +35.783      | 20       | 1      |
| 16      | 7   | Adam Norrodin          | Honda       | 23      | +35.907      | 27       |        |
| 17      | 11  | Livio Loi              | Honda       | 23      | +36.085      | 19       |        |
| 18      | 12  | Albert Arenas          | Mahindra    | 23      | +36.307      | 15       |        |
| 19      | 6   | María Herrera          | KTM         | 23      | +45.591      | 32       |        |
| 20      | 37  | Davide Pizzoli         | KTM         | 23      | +50.768      | 28       |        |
| 21      | 64  | Bo Bendsneyder         | KTM         | 23      | +53.795      | 17       |        |
| 22      | 99  | Enzo Boulom            | KTM         | 23      | +53.985      | 34       |        |
| 23      | 3   | Fabio Spiranelli       | Mahindra    | 23      | +1:22.026    | 33       |        |
| Ret     | 4   | Fabio Di Giannantonio  | Honda       | 22      | Caída        | 21       |        |
| Ret     | 40  | Darryn Binder          | Mahindra    | 16      | Retirado     | 30       |        |
| Ret     | 10  | Alexis Masbou          | Peugeot     | 16      | Retirado     | 29       |        |
| Ret     | 23  | Niccolò Antonelli      | Honda       | 11      | Caída        | 4        |        |
| Ret     | 17  | John McPhee            | Peugeot     | 8       | Caída        | 24       |        |
| Ret     | 20  | Fabio Quartararo       | KTM         | 6       | Caída        | 11       |        |
| Ret     | 44  | Arón Canet             | Honda       | 5       | Caída        | 10       |        |
| Ret     | 98  | Karel Hanika           | Mahindra    | 2       | Caída        | 25       |        |
| Ret     | 76  | Hiroki Ono             | Honda       | 2       | Caída        | 18       |        |
| Ret     | 55  | Andrea Locatelli       | KTM         | 2       | Caída        | 26       |        |
| Ret     | 77  | Lorenzo Petrarca       | Mahindra    | 2       | Caída        | 31       |        |
| Ret     | 88  | Jorge Martín           | Mahindra    | 0       | Colisión     | 13       |        |
| DNS     | 43  | Stefano Valtulini      | Mahindra    |         | No participó |          |        |
| Fuente: |     |                        |             |         |              |          |        |